# 烧饼岛
烧饼岛也称小平岛，是渤海海峡庙岛群岛南部岛群的一座岛屿。行政上属于山东省烟台市长岛海洋生态文明综合试验区北长山乡庙岛村。该岛屿因形状浑圆，形似烧饼而得名。
烧饼岛形状接近圆形，东西宽约130米，南北长约140米，面积0.0175平方米。整体为较为平缓的低矮山丘，四周低，中部高，最高点位于岛屿中央，高度约19.6米。